# تونی نش
تونی نش (انگلیسی: Tony Nash؛ زادهٔ ۱۸ مارس ۱۹۳۶ – ۱۷ مارس ۲۰۲۲) ورزشکار بابسلد اهل بریتانیا بود.